# Paramarbla
Paramarbla este un gen de molii din familia Lymantriinae.